# Antonia Gentry
Antonia Bonea Gentry (Atlanta, 25 de setembro de 1997) é uma atriz americana. É bastante conhecida por interpretar Ginny Miller na série original Netflix, Ginny & Georgia (2021-presente).

## Biografia
Antonia Gentry é biracial e nasceu em Atlanta, Sua mãe é negra nascida na Jamaica, e seu pai é branco. Desde os cinco anos de idade já queria ser atriz. Seu primeiro contato com o teatro foi atuando em peças que sua mãe escrevia em teatros comunitários.[carece de fontes?]
Antonia estudou teatro na escola John S. Davidson Fine Arts Magnet School na Augusta, Geórgia,  Ela também estudou na Emory University. Na Emory, foi membro do grupo de comédia e improvisação da universidade, o Rathskellar Comedy Improv Group. Antes de se formar em 2019, ela equilibrava papéis de atriz com a vida de estudante universitária em tempo integral, além de ter um emprego de meio período.

## Carreira
Gentry atuou em vários papéis menores, incluindo dois curtas em 2015. Em 2018, interpretou Jasmine no filme de comédia romântica Candy Jar e atuou em um episódio da série de televisão de super-heróis Raising Dion.
Ela se formou na Emory na mesma semana em que fez um teste para Ginny & Georgia. Ela ganhou o papel e, em 2021, a série foi lançada na Netflix.
Em 2024, Antonia estrelou como um das protagonistas na comédia de amadurecimento de 2024, Prom Dates. Ainda no mesmo ano, está escala para o filme de terror slasher orginal Netflix, Time Cut.

## Filmografia
| † | Filmes que ainda não foram lançados |

### Filmes
| Ano          | Título                     | Papel           | Notas   |
| ------------ | -------------------------- | --------------- | ------- |
| 2018         | Candy Jar                  | Jasmine Spencer | Netflix |
| 2024         | Prom Dates                 | Jess            | Hulu    |
| 2024         | Time Cut                   | Summer Field    | Netflix |
| Pré-Produção | The Upside of Falling Down | TBA             | Filme   |

### Televisão
| Ano           | Título                             | Papel                   | Notas                         |
| ------------- | ---------------------------------- | ----------------------- | ----------------------------- |
| 2014          | Dont Text and Drive Pay Attention  | Teenage Driver          |                               |
| 2015          | Driver's Ed: Tales from the Street | Sara                    |                               |
| 2015          | Lone Wolf Mason                    | Madison                 | Curta                         |
| 2019          | Raising Dion                       | Wendy                   | 1 episódio Série de televisão |
| 2021–Presente | Ginny & Georgia                    | Virginia "Ginny" Miller | Papel principal Netflix       |

## Prêmios e indicações
| Ano  | Premiação                   | Categoria                            | Título          | Resultado |
| ---- | --------------------------- | ------------------------------------ | --------------- | --------- |
| 2021 | Prêmios MTV Movie & TV 2021 | Prémio MTV Movie de melhor revelação | Ginny & Georgia | indicada  |